# Logicar
Logicar AS war ein dänischer Hersteller von Automobilen.

## Unternehmensgeschichte
Das Unternehmen aus Viborg begann 1983 mit der Produktion von Automobilen und stellte auf der IAA 1983 in Frankfurt am Main aus. 1987 endete die Produktion nach nur wenigen hergestellten Exemplaren.

## Fahrzeuge
Das einzige Modell, entworfen von Jakob „Timmy“ Jensen, hatte ein Fahrgestell aus Stahl. Manche Teile für das Fahrgestell kamen von Peugeot. Für den Antrieb sorgte der Vierzylinder-Boxermotor vom VW Käfer. Das Besondere war die Karosserie aus Fiberglas. Es war eine ultrakonvertible Großraumlimousine mit fünf Sitzen. Mit wenigen Handgriffen konnte der Umbau in einen dreisitzigen Pick-up erfolgen.